# VIP
 Ovo je glavno značenje pojma VIP. Za druga značenja pogledajte Vipnet.
VIP (eng. Very Important Person) kratica je koja označava vrlo važnu osobu − šefa države ili vlade, odnosno drugog viskog političkog dužnosnika, visokog vojnog zapovjednika, estradnu zvijezdu, menadžera ili direktora velikog trgovačkog društava, znanstvenika, odnosno drugu znamenitu osobu kojoj se pruža poseban tretman zbog nekog posebnog razloga.
Također se ponekad koristi i kratica VVIP (eng. Very Very Important Person) kako bi se posebno naglasila važnost neke osobe (npr. u odnosu prema drugim VIP osobama).